# Pepe González (artista)
José González Navarro, más conocido como Pepe González (Barcelona, 1939-13 de marzo de 2009) fue un ilustrador, historietista y pintor español, conocido principalmente por sus historietas románticas de la década de los 60, así como por su trabajo posterior en la serie de terror-erótico Vampirella, siempre para el mercado exterior. Pertenece a la generación de Luis García Mozos, Carlos Giménez, Josep Maria Beà, Esteban Maroto, o José Ortiz.

## Biografía

### Infancia y juventud
De padre andaluz y madre murciana, José González recuerda que de niño sus "libretas de matemáticas o geometría estaban siempre llenas de dibujos", lo que le garantizaba frecuentes suspensos y castigos por parte de sus maestros. En un artículo de 1983, Manuel Domínguez Navarro nos presenta a un autodidacta José González, todavía niño, emborronando cuadernos de colegio, márgenes blancos de periódicos, papeles de envolver y facturas, e iniciando un gran mural en la casa familiar.
Aún adolescente, trabaja en una agencia de seguros. En 1956 el editor Josep Toutain descubre en el escaparate de una sastrería en la que trabaja la madre del joven sus retratos al carbón de Marilyn Monroe y de otra actriz. A través de otro historietista, Javier Puerto, el editor contacta con José González y lo invita a unirse al equipo de Selecciones Ilustradas. La prueba que éste puso como condición para su contratación fue reproducir una ilustración del cómic Cisco Kid de José Luis Salinas. José González la copió con tal minuciosidad que incluso reprodujo las manchas del papel. 
Selecciones Ilustradas se dedicaba principalmente a lograr subcontratas para el mercado exterior y el primer trabajo de José González fue una historieta del oeste titulada Doc Holliday para una editorial francesa. El éxito de la misma hizo que pasara a realizar historietas románticas como Brigitte, Rosas Blancas, Susana y Serenata para la editorial Toray. En aquellos años, él y Josep María Beá, poco menor que él, se divertían en la oficina como los chiquillos que eran, formando incluso un grupo de rock con el que los veranos realizaban giras por la Costa Brava.

### El mercado inglés
Comenzó a trabajar luego para la editorial británica Fleetway Publishers, que editaba diversas revistas de tipo romántico como Mirabelle, Marilyn, Roxi y Valentine, siempre con escenas plenas de elegancia y glamour. El dibujante español se especializó en ellas porque las prefería a las historietas bélicas que también se le propusieron. Lamentablemente, como él mismo autor declara, la mayoría de los guiones que debía realizar eran una porquería y no tuvo muchos personajes fijos, salvo Pamela o Liberty St. Dare. Ello no impidió que sus chicas se hicieran inmediatamente populares y fueran imitadas en Europa y Estados Unidos. El crítico Jesús Cuadrado considera además que estas historietas son las más "dulces, precisas y sabias" de las suyas.
En 1967, abandonó Selecciones Ilustradas en solidaridad con Luis García, quien había sido expulsado por un enfrentamiento con Rafael López Espí, siendo requerida la vuelta de ambos poco tiempo después.
Durante su año de servicio militar, se le encargó la realización de un retrato al óleo de Pablo Martín Alonso, a la sazón Ministro del Ejército de España, obteniendo por ello la Cruz de Plata al mérito militar con distintivo blanco.
Terminada el servicio militar, viaja por primera vez a Londres para inspirarse a la hora de realizar una adaptación al cómic de la serie televisiva Los Vengadores (The Avengers). También realiza Pamela y Siempre Eva.

### El mercado estadounidense (1971-83)
Adquirida una notable habilidad para dibujar la figura femenina, el editor estadounidense de revistas de terror y fantasía Jim Warren, de visita por Europa en 1971, se interesó por él y lo escogió para dibujar el personaje de cabecera de su revista Vampirella a partir de su número 12, fechado en julio.
José González redefiniría a Vampirella, una voluptuosa vampiresa extraterrestre del planeta Drakulon, hasta convertirse en su dibujante definitivo. La portada del número 19, que representaba a la protagonista de pie con un murciélago alzando el vuelo desde su mano se convirtió en un icono del personaje. Consiguió por ello los galardones de la Warren Best Art of the Year en el certamen Comic-Con de 1971 por su primera historieta Death's Dark Angel, así como el premio Special Award for Excelence de 1976, aunque rechazó participar en cualquier campaña de promoción que le obligase a hablar por radio. Como él mismo afirmó: "No quiero publicidad, trabajo simplemente para ganar dinero y por gusto". Para José González, este trabajo, además de suponerle más reconocimiento y dinero, le había permitido mostrar un estilo más dinámico y duro y disponer de mejores guiones: 

Los guiones americanos no son iguales como los ingleses, que cuando hacías veinte seguidos los veinte eran iguales en estructura y planteamiento. Ahora todos los guiones son completamente distintos. (...) Eso sí, a mí me gusta que me den campo libre para dibujar, y los americanos lo planifican mucho.

Sin embargo, en una entrevista posterior, ya de 1978, manifestaba sobre esos guiones que "cuando los cojo me dan cien patadas en el estómago. Lo que pasa es que luego me mentalizo y procuro sacarlos adelante" No en vano, el periodista Manuel Domínguez Navarro menciona "los eventuales hartazgos de Pepe del cómic en general y del personaje en particular" En términos generales, el propio dibujante se presentaba a sí mismo como un aries arquetípico, "con sus cambios bruscos, su tozudez y su decisión en llevar adelante aquello en que está metido... hasta que se cansa".
José González siguió dibujando la historieta de Vampirella hasta el número 34, cuando se presentaron nuevos artistas como José Ortiz y Leopoldo Sánchez, si bien siguió siendo el dibujante principal hasta que en 1977 compartió protagonismo con Gonzalo Mayo. En 1979, tras el número 82 de Vampirella, José González dejó de trabajar para la revista excepto en ilustraciones a página completa. 
Volvió a trabajar de nuevo en 1982 en los últimos seis números de la revista que incluyeron relatos inéditos, hasta la quiebra de la Warren en 1983. Para esta vuelta, en la que trabajó con guiones de Rich Margopoulos, se había reservado el derecho de rechazar el guion que no fuera con su estilo. Un séptimo episodio de esta última etapa de Margopoulos y González, no publicado por Warren, apareció sin embargo en el n.º 42 de la edición española de Creepy con el título La Maldición Wrathmore.
Desde 1971 hasta la desaparición de la editorial había dibujado 53 historietas de Vampirella (54 si se incluye La Maldición Wrathmore), lo que le convierte en uno de sus artistas más prolíficos. Sólo había estado en alguna ocasión en la ciudad de Nueva York.

### Última etapa (1984-2009)
Tras la desaparición de la Warren, siguió trabajando con Norma Editorial durante más de una década creando retratos, publicidad, ilustraciones, y portadas para Signet Books. Afirmaba entonces que la publicidad, la ilustración y las portadas, por este orden, eran las labores que más le satisfacían, aunque llegó a realizar algunas historietas para Cimoc como Chantal y Mamba, con los guionistas I. Molina y Antonio Segura, respectivamente.
Rafael Martínez, director de Norma en la época en la que José González trabajó para la editorial reconoció sentirse culpable por no haber apoyado más al artista en su última etapa, al que definió como uno de los tres mejores dibujantes españoles de las últimas décadas.
José González falleció el 13 de marzo de 2009 en Barcelona a la edad de 70 años, tras una larga enfermedad que le sumió en un coma del que ya no se recuperó. Nunca pretendió fama ni notoriedad, por ello pasó a lo largo de su vida, como tantos otros artistas españoles, por numerosos periodos de penuria económica.

## Estilo
Su estilo podía variar desde un realismo fotográfico hasta el estilo onírico y surrealista del cómic de los años 70. Se le han atribuido influencias tanto de artistas clásicos como contemporáneos, y más concretamente de Alex Raymond, creador de Flash Gordon, siendo también un gran admirador en sus inicios de historietistas como José Luis Salinas y Stan Drake. En 1978, añadía a la lista de sus dibujantes predilectos a Víctor de la Fuente, Jorge Longarón, Alberto Breccia y Hugo Pratt.
Sus dibujos alcanzan sus mayores cotas artísticas en sus representaciones del cuerpo humano, tanto vestido como desnudo, así como de animales. González Navarro está reconocido de forma unánime como uno de los dibujantes de las mujeres más bellas de la historia del medio. Carlos Giménez dijo que "cuando Pepe González dibujaba una chica antes de que sus páginas llegaran al despacho de Toutain la habían copiado ya todos los dibujantes que hacían chicas”, y que:

«Al igual que Jijé enseñó a todos los dibujantes franco-belgas y Franquin enseñó humor a media Europa, pues Pepe González enseñó a hacer mujeres a casi todos los artistas españoles y a gran parte de los franceses y americanos. Yo mismo he copiado muchas chicas de Pepe. Ese es un mérito suyo innegable, y pasará a la historia como el hombre de las chicas sensacionales.»

 El mismo Frank Frazetta también dijo que "nadie había dibujado tan bellamente a las mujeres como José González". Los editores Josep Toutain y Mike Butterworth y su compañero Josep Maria Beà eran de la misma opinión. Iván Tubau, un poco brusco, es de la opinión de que los dibujos de Pepe no hay mujeres reales, sino abstracciones, dado "que la mujer no le interesa como objeto erótico", ya que es homosexual.
También realizó retratos de personalidades de Hollywood y de España, como Monserrat Caballé. Se decía incluso que podía dibujar de memoria sin modelo, concretamente a Marilyn Monroe, a la que retrató en numerosas ocasiones. Otras de sus actrices favoritas eran Jean Harlow, Ava Gardner o Hedy Lamarr. Sus ilustradores favoritos eran los clásicos estadounidenses como Mark English, Bob Peak o Norman Rockwell. Sus originales han sido expuestos en numerosas ocasiones.
Su gran amigo Enric Torres, con quien compartió estudio muchos años y que realizó un magnífico retrato al óleo de Pepe, dijo de él tras su fallecimiento:

«Su tremenda habilidad al dibujar era sólo una de sus facetas. Pepe tenía una 'memoria fotográfica' como no había visto antes. Era capaz de reproducir cualquier cosa, ser humano, objeto o sonido, incluso años después de haberlo visto. Su reproducción era tan extraordinariamente precisa que casi daba escalofríos.»

Humildemente no se consideraba a sí mismo un auténtico historietista, ya que no realizaba sus propios guiones. Siempre sostuvo que su trabajo se limitaba a mover un lápiz. De hecho su técnica se basaba casi exclusivamente en el uso del lápiz, posteriormente entintado. Él mismo creía que sus dibujos pierden algo con el entintado y defendía que "el cómic auténtico tiene que ser en blanco y negro puro, con plumilla y pincel, y tinta china, como lo hacían Caniff, Raymond, Robbins, Drake y compañía". Por otro lado, aunque creía que la ilustración a color debía ser a óleo, el prefería combinar lápices de colores, acrílicos y acuarelas.
Josep Toutain ha destacado la facilidad con que practicaba su arte y aprendía nuevas técnicas, hasta tal punto que para sus compañeros parecía poseer una capacidad innata para ello. Lograba realizar una página en medio día si no tenía que usar ninguna documentación. El mismo llegó a reconocer que solamente trabajaba "unos quince días al mes, con ese tiempo tengo suficiente para realizar mi trabajo del mes, prefiero ganar menos y vivir más." Incluso, si la falta de espacio le obligaba a ello, era capaz de dibujar las viñetas viéndolas invertidas.

## José González en la ficción
Carlos Giménez retrató al dibujante en su célebre serie Los Profesionales con el nombre de Jordi Pérez, llegado a coprotagonizar historietas como Conversaciones a medianoche, La gran noche y Triunfador. Su descripción era bastante explícita:

Soltero y sin compromiso. Duerme de día y toma copas de noche. Frecuenta el "Pub Greta Garbo", "El chic-Marilyn" y "El Juanita Reina Gay". Hace retratos y muy de tarde en tarde, alguna historieta.

Este mismo autor ha desarrollado una biografía-homenaje de González en cinco tomos en formato álbum, titulado simplemente "Pepe". El primero de los cuales ha visto la luz en septiembre de 2012.

## Obra editada en español
- cómics
- Pamela Editorial Garbo, (1976)
- Cuando el cómic es arte, Pepe González Toutain Editor, (1978)
- portafolios
- Las chicas de Pepe González (10 láminas, 44x32cm.) Norma Editorial
- Greta Garbo (10 láminas numeradas y firmadas, 44x32cm.) Norma Editorial
- Marilyn Monroe (6 láminas, 44x32cm.) Norma Editorial
- James Dean (6 láminas, 44x32cm.) Norma Editorial
- Hollywood Stars(Ava Gardner, Katharine Hepburn, Marlene Dietrich, Greta Garbo, Rita Hayworth) (6 láminas, 44x32cm.) Norma Editorial
- Humphrey Bogart  (6 láminas 44x32) Norma Editorial
- postales
- Marilyn Monroe (carpeta con 6 postales) Norma Editorial
- Chicas y deportes (carpeta con 6 postales, color) Norma Editorial